# Peter T. Kirstein
Peter Thomas Kirstein, CBE (* 20. Juni 1933 in Berlin als Peter Thomas Kirschstein; † 8. Januar 2020 in London) war ein britischer Informatiker und Internetpionier.

## Leben
Peter Thomas Kirschstein war der Sohn des Zahnarztes Walter Kirschstein und der aus England stammenden Zahnärztin Eleanor Jacobsohn. Die Familie emigrierte unter dem Druck der Judenverfolgung im Deutschen Reich 1937 nach England und änderte den Familiennamen. Kirstein studierte an den Universitäten in Cambridge (B.A. in Mathematik und Elektrotechnik; 1954) und Stanford (M.Sc. Elektrotechnik; 1955); er wurde in Elektrotechnik (PhD 1957) und Ingenieurwissenschaften (DSc 1970) an der University of London promoviert. Von 1959 bis 1963 war er Mitarbeiter am CERN, der Großforschungseinrichtung bei Meyrin im Kanton Genf in der Schweiz. Von 1963 bis 1967 forschte er für General Electric in Zürich. Von 1970 bis 1973 war er Professor an der University of London und von 1980 bis 1994 Dekan der Fakultät Informatik an dem University College London.
Er war Leiter des Projekts, das 1973 Großbritannien ans ARPANET anschloss.
Kirstein entwickelte die Standards Transmission Control Protocol (TCP) und Internet Protocol (IP), mit denen verschiedene Computernetzwerke Informationen gemeinsam nutzen können. Er legte somit wichtige Grundlagen für die Verbreitung der Protokolle, auf denen das heutige Internet funktioniert. 2012 wurde er Teil der Internet Hall of Fame. Weiterhin wurde Kirstein u. a. in die American Academy of Arts and Sciences, die British Computer Society, die Royal Academy of Engineering  und die National Academy of Engineering aufgenommen.